# Dolná Ves
Dolná Ves (bis 1948 slowakisch „Šváb“; deutsch Schwabendorf, ungarisch Sváb) ist eine Gemeinde in der Mittelslowakei.

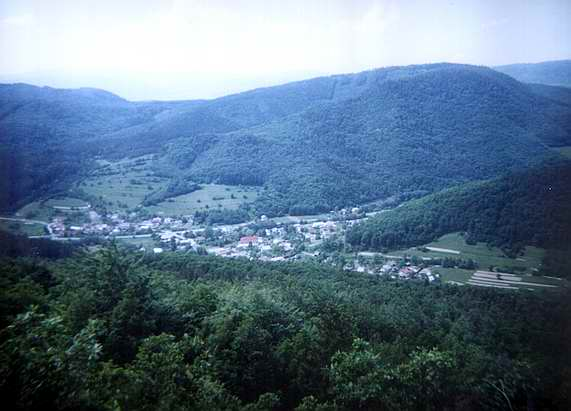
Blick auf den Ort

Der Ort wurde 1429 zum ersten Mal schriftlich erwähnt und gehörte 1948–1982 zur Stadt Kremnica.

## Bevölkerung
| Jahr:                | 1994. | 2004.   | 2014.   | 2024.   |
| -------------------- | ----- | ------- | ------- | ------- |
| Anzahl der Personen: | 242   | 227     | 235     | 234     |
| Unterschied:         |       | -6,19 % | +3,52 % | -0,42 % |

| Jahr:                | 2023. | 2024.   |
| -------------------- | ----- | ------- |
| Anzahl der Personen: | 231   | 234     |
| Unterschied:         |       | +1,29 % |